# 池松和彦
池松和彦（日语：／ Ikematsu Kazuhiko，1979年12月26日—），日本男子摔跤运动员。他曾代表日本参加世界摔跤锦标赛，获得一枚铜牌。他也曾参加2004年和2008年夏季奥林匹克运动会。